# Kozłowicze (przystanek kolejowy)
Kozłowicze (biał. Казловічы; ros. Козловичи) – przystanek kolejowy w miejscowości Kozłowicze, w rejonie słuckim, w obwodzie mińskim, na Białorusi. Położony jest na linii Osipowicze – Baranowicze.